# Sojuz 10
Sojuz 10 è la denominazione di una missione della navicella spaziale Sojuz verso la stazione spaziale sovietica Saljut 1. Si trattò del nono volo equipaggiato di questa capsula, del diciottesimo volo nell'ambito del programma Sojuz sovietico nonché del primo volo verso una stazione spaziale sovietica. Ciò nonostante non venne eseguita una manovra di aggancio permanente alla stazione con conseguente passaggio dei cosmonauti verso la stessa.

## Equipaggio
- Vladimir Aleksandrovič Šatalov (terzo volo), comandante
- Aleksej Stanislavovič Eliseev (terzo volo), ingegnere di bordo
- Nikolaj Nikolaevič Rukavišnikov (primo volo), ingegnere collaudatore

## Missione
Il tentativo di aggancio alla stazione spaziale Saljut 1 venne eseguito manualmente durante la 18ª orbita terrestre della navicella Sojuz. La capsula si staccò dalla stazione durante la 21ª orbita terrestre dopo essere stata agganciata alla stazione per circa 5 ore e 30 minuti. Anche se l'aggancio meccanico riuscì a perfezione, non poté essere effettuato un collegamento ermetico tra i due velivoli spaziali e pertanto non si poté provvedere al trasferimento dei cosmonauti all'interno della stazione spaziale.
Durante la missione Sojuz 10 venne per la prima volta impegnato il tipo di navicella spaziale appositamente progettato per l'effettuazione di missioni di trasporto (cioè con la denominazione di costruzione 7K-T). Questa navicella non era dotata di pannelli solari e pertanto doveva essere alimentata da fonti di energia chimiche che garantivano un funzionamento massimale con una riserva di energia massima per circa due giorni.